# Petite Savanne
Petite Savanne (del francès "petita sabana") era un poble a la part sud-est de Dominica. El 2015 tenia una població aproximada de 1.200 habitants. La zona on van construir el poble és molt costeruda.
El 27 d'agost del 2015, la tempesta tropical Erika va causar destrosses catastròfiques en tot Dominica. Múltiples despreniments van devastar Petite Savanne. Com a mínim hi van haver sis morts i van desaparèixer catorze persones. Van quedar destruïdes 217 cases, gairebé un 60% del total de les cases que va destruir la tempesta a Dominica. El primer ministre Roosevelt Skerrit va declarar Petit Savanne zona de desastre especial. La majoria dels habitants van ser traslladats a Roseau.
La destrucció de Petite Savanne va forçar l'evacuació de 823 persones. Van declarar inhabitable el poble i hi ha el projecte de crear-ne un de nou en un lloc més segur.